# Milwaukee, Wisconsin
Milwaukee je največje mesto v ameriški zvezni državi Wisconsin in 23. največje v ZDA. Leži na jugozahodni obali Michiganskega jezera. Po ocenah za leto 2007 ima približno 600.000 prebivalcev, širše velemestno območje pa več kot 1,5 milijona.
Prvi evropski naseljenci na območju mesta so bili francoski misionarji in trgovci s krznom. Mesto je bilo ustanovljeno pod današnjim imenom z združitvijo treh naselbin leta 1846. V naslednjih desetletjih se je tod naselilo veliko nemških in drugih priseljencev.
V preteklosti je bil Milwaukee izrazito usmerjen v industrijo, zlasti pivovarništvo, v zadnjih letih pa je mesto spremenilo podobo. Najbolj opazne spremembe so novi parki, konferenčno središče, muzej umetnosti in tehnološki muzej ter številne poslovne in stanovanjske novogradnje ob jezeru in reki.